# Astragalus ekimii
Astragalus ekimii es una especie de planta del género Astragalus, de la familia de las leguminosas, orden Fabales.

## Distribución
Astragalus ekimii se distribuye por Turquía.

## Taxonomía
Fue descrita científicamente por S. Zarre & H. Duman. Fue publicado en Edinburgh Journal of Botany 55: 355 (1998).